# Bernard Blaut
Bernard Blaut (3. ledna 1940, Krapkowice - 19. května 2007, Varšava) byl polský fotbalista, záložník. Po skončení aktivní kariéry působil jako trenér. Jeho bratrem byl fotbalist Zygfryd Blaut.

## Fotbalová kariéra
V polské nejvyšší soutěži hrál za Odru Opole a Legii Warszawa, se kterou získal dvakrát mistrovský titul a třikrát polský fotbalový pohár. Kariéru končiol ve francouzském ligovém tými FC Metz. V Poháru mistrů evropských zemí nastoupil ve 14 utkáních a dal 1 gól, v Poháru vítězů pohárů nastoupil v 10 utkáních, v Poháru UEFA nastoupil ve 4 utkáních a dal 1 gól a ve Veletržním poháru nastoupil v 6 utkáních a dal 2 góly. Za reprezentaci Polska nastoupil v letech 1960-1971 ve 36 utkáních a dal 3 góly.

## Ligová bilance
| Ročník                | Zápasy | Góly | Klub           |
| --------------------- | ------ | ---- | -------------- |
| 2. polská liga 1959   | -      | -    | Odra Opole     |
| Ekstraklasa 1960      | -      | -    | Odra Opole     |
| Ekstraklasa 1961      | -      | -    | Odra Opole     |
| Ekstraklasa 1962/1963 | 8      | 0    | Legia Warszawa |
| Ekstraklasa 1963/1964 | 25     | 3    | Legia Warszawa |
| Ekstraklasa 1964/1965 | 19     | 4    | Legia Warszawa |
| Ekstraklasa 1965/1966 | 26     | 4    | Legia Warszawa |
| Ekstraklasa 1966/1967 | 23     | 3    | Legia Warszawa |
| Ekstraklasa 1967/1968 | 16     | 1    | Legia Warszawa |
| Ekstraklasa 1968/1969 | 26     | 2    | Legia Warszawa |
| Ekstraklasa 1969/1970 | 24     | 5    | Legia Warszawa |
| Ekstraklasa 1970/1971 | 20     | 2    | Legia Warszawa |
| Ekstraklasa 1971/1972 | 15     | 2    | Legia Warszawa |
| Ekstraklasa 1972/1973 | 8      | 1    | Legia Warszawa |
| Ligue 1 1973/1974     | 15     | 0    | FC Metz        |
| Ligue 1 1974/1975     | 27     | 1    | FC Metz        |
| CELKEM 1. polská liga | -      | -    |                |
| CELKEM Ligue 1        | 42     | 1    |                |